# Етруски нокът
Етруски нокът (Lonicera etrusca) е вид покритосеменни растения от род орлови нокти (Lonicera) на семейство Бъзови (Caprifoliaceae). Разпространен е в Средиземноморието, включително в най-топлите части на България (Източните Родопи, долината на Струма и Черноморието). Използва се като декоративно растение.
Етруският нокът е листопаден увивен храст. Под съцветията има по няколко двойки лъскави тъмнозелени и кожести листа. Цъфти през май-юни, като цветовете са едри, ароматни, розовокремави, събрани във връхни главички по няколко заедно. Плодовете узряват през август.